# WNBA All-Star Game Most Valuable Player Award
WNBA All-Star Game Most Valuable Player Award (MVP) – coroczna nagroda żeńskiej ligi koszykówki Women's National Basketball Association (WNBA) przyznawana od 1999 roku (trzeciego sezonu istnienia ligi) najbardziej wartościowej zawodniczce meczu gwiazd WNBA. WNBA All-Star Game nie zostało rozegrane w 2004, 2008, 2010, 2012 i 2016 roku.
Lisa Leslie dzierży rekord w liczbie zdobytych nagród MVP. Uzyskała się w 1999, 2001 i 2002.

## Laureatki MVP
| Rok  | Zawodniczka          | Nar.              | Zespół             |
| ---- | -------------------- | ----------------- | ------------------ |
| 1999 | Lisa Leslie          | Stany Zjednoczone | Los Angeles Sparks |
| 2000 | Tina Thompson        | Stany Zjednoczone | Houston Comets     |
| 2001 | Lisa Leslie (2)      | Stany Zjednoczone | Los Angeles Sparks |
| 2002 | Lisa Leslie (3)      | Stany Zjednoczone | Los Angeles Sparks |
| 2003 | Nikki Teasley        | Stany Zjednoczone | Los Angeles Sparks |
| 2004 | —                    | —                 | —                  |
| 2005 | Sheryl Swoopes       | Stany Zjednoczone | Houston Comets     |
| 2006 | Katie Douglas        | Stany Zjednoczone | Connecticut Sun    |
| 2007 | Cheryl Ford          | Stany Zjednoczone | Detroit Shock      |
| 2008 | —                    | —                 | —                  |
| 2009 | Swin Cash            | Stany Zjednoczone | Seattle Storm      |
| 2010 | —                    | —                 | —                  |
| 2011 | Swin Cash (2)        | Stany Zjednoczone | Seattle Storm      |
| 2012 | —                    | —                 | —                  |
| 2013 | Candace Parker       | Stany Zjednoczone | Los Angeles Sparks |
| 2014 | Shoni Schimmel       | Stany Zjednoczone | Atlanta Dream      |
| 2015 | Maya Moore           | Stany Zjednoczone | Minnesota Lynx     |
| 2016 | —                    | —                 | —                  |
| 2017 | Maya Moore (2)       | Stany Zjednoczone | Minnesota Lynx     |
| 2018 | Maya Moore (3)       | Stany Zjednoczone | Minnesota Lynx     |
| 2019 | Erica Wheeler        | Stany Zjednoczone | Indiana Fever      |
| 2020 | —                    | —                 | —                  |
| 2021 | Arike Ogunbowale     | Stany Zjednoczone | Dallas Wings       |
| 2022 | Kelsey Plum          | Stany Zjednoczone | Las Vegas Aces     |
| 2023 | Jewell Loyd          | Stany Zjednoczone | Seattle Storm      |
| 2024 | Arike Ogunbowale (2) | Stany Zjednoczone | Dallas Wings       |